# Dispositivo de lançamento de granada de mão
Dispositivo de Lançamento de Granadas de Mão (Dilagrama m/65) é um dispositivo que se adapta às espingardas automáticas G3 permitindo-lhes o lançamento de granadas de mão defensivas do tipo m/63 a um alcance bastante superior a um lançamento manual. 
O dilagrama basicamente consiste num suporte de granada que se adapta ao cano da G3. Através do uso de uma munição especial, o Dilagrama é disparado conjuntamente com a granada, desarmando-a nesse momento.
O dilagrama foi desenvolvido para o Exército Português na década de 1960, para uso na Guerra do Ultramar. Nessa guerra, normalmente cada Grupo de Combate dispunha de dois militares equipados com esse dispositivo.